# Västerbitterna socken
Västerbitterna socken i Västergötland ingick i Laske härad och området ingår sedan 1971 en del av Vara kommun, från 2016 inom Bitterna distrikt.
Socknens areal är 24,95 kvadratkilometer varav 24,94 land. År 1951 fanns här 343 invånare. Sockenkyrkan Bitterna kyrka ligger i socknen.

## Administrativ historik
Socknen har medeltida ursprung och kan under medeltiden tillsammans med Österbitterna socken ha utgjort en gemensam socken, Bitterna socken. 1818 bildades med Österbitterna socken den gemensamma församlingen Bitterna församling.
Vid kommunreformen 1862 bildades för socknens borgerliga frågorna Västerbitterna landskommun. Landskommunen uppgick 1952 i Vedums landskommun som 1967 uppgick i Vara köping som 1971 ombildades till Vara kommun. Församlingen uppgick 2002 i Vedums församling.
1 januari 2016 inrättades distriktet Bitterna, med samma omfattning som Bitterna församling hade 1999/2000 och fick 1818, och vari detta sockenområde ingår.
Socknen har tillhört län, fögderier, tingslag och domsagor enligt vad som beskrivs i artikeln Laske härad. De indelta soldaterna tillhörde Skaraborgs regemente, Skånings kompani och Västgöta regemente, Laske och Barne kompanier.

## Geografi
Västerbitterna socken ligger norr om Herrljunga. Socknen är en småkuperad slättbygd med skogsbygd i söder.

## Fornlämningar
Hällkistor från stenåldern har påträffats. Från bronsåldern finns spridda gravar. Från järnåldern finns flatmarksgravar, domarringar, resta stenar och en fornborg.

## Namnet
Namnet skrevs 1489 Westre Bitterne och kommer från kyrkbyn. Namnet Bitterna innehåller troligen bit, 'betesmark' och arin, 'grusö, grusig mark'.